# Eli (film, 2019)
Pour plus de détails, voir Fiche technique et Distribution.
Eli est un film d'horreur américain réalisé par Ciarán Foy, sorti en 2019.

## Synopsis
Atteint d'une maladie rare, un jeune garçon, Eli, et ses parents, Rose et Paul, s'installent dans un établissement isolé,    pour  subir un traitement. Subissant des traitements douloureux, il se lie d'amitié avec une fille de son âge, Haley. Elle lui apprend notamment qu’aucun patient du docteur Horn n’est jamais ressorti vivant de la clinique. Ils découvrent ensemble que, effectivement, ils sont tous décédés lors du troisième et dernier traitement qui s'avère mortel. Ils sont morts brûlés vifs lors d'un rite sacrificiel. Ses parents pensent qu'il délire à cause de ses examens medicaux. Mais le jeune homme, qui souhaite s'échapper, s'apprête à découvrir une horrible vérité sur lui-même et ses parents...

## Fiche technique
Sauf indication contraire, les informations mentionnées dans cette section peuvent être confirmées par la base de données cinématographiques IMDb,  présente dans la section « Liens externes ».
- Titre original et français : Eli
- Réalisation : Ciarán Foy
- Scénario : David Chirchirillo, Ian Goldberg et Richard Naing
- Direction artistique : Bill Boes
- Décors : Erick Donaldson
- Costumes : Terry Anderson
- Photographie : Jeff Cutter
- Montage : Jason Hellmann
- Musique : Bear McCreary
- Production : Trevor Macy et John Zaozirny
- Sociétés de production : Paramount Players, MTV Films, Intrepid Pictures et Bellevue Productions
- Société de distribution : Netflix
- Pays d'origine :  États-Unis
- Langue originale : anglais
- Durée : 98 minutes
- Format : couleur
- Genre : horreur
- Dates de sortie :
  - Monde : 18 octobre 2019 sur Netflix

## Distribution
- Charlie Shotwell (VF : Andrea Santamaria) : Eli
- Kelly Reilly (VF : Claire Guyot) : Rose
- Lili Taylor (VF : Anne Dolan) : Dr Isabella Horn
- Sadie Sink (VF : Clara Quilichini) : Haley
- Max Martini (VF : Pascal Casanova) : Paul
- Deneen Tyler : l’infirmière Barbara
- Katia Gomez : l’infirmière Maricela
- Austin Foxx : Perry
- Kailia Posey : Agnes
- Parker Lovein : Lucius
- Lou Beatty Jr. (VF : Thierry Desroses) : le propriétaire du motel
- Jared Bankens : le chef de gang
- Nathaniel Woolsey : un punk